# Contea di Blaine (Montana)
La contea di Blaine (in inglese Blaine County) è una contea del Montana, negli Stati Uniti. Il suo capoluogo amministrativo è Chinook.

## Storia
La Contea di Blaine venne creata nel 1912 da una parte della Contea di Chouteau.

## Geografia fisica
La contea ha un'area di 10.979 km² di cui lo 0,30% è coperto d'acqua.

### Contee e municipalità confinanti
- Municipalità Rurale di Frontier n. 19 (Saskatchewan, Canada) - nord
- Municipalità Rurale di Lone Tree n. 18 (Saskatchewan, Canada) - nord-est
- Contea di Phillips - est
- Contea di Fergus - sud
- Contea di Chouteau - sud-ovest
- Contea di Hill - ovest
- Municipalità Rurale di Reno n. 51 (Saskatchewan, Canada) - nord-ovest

### Evoluzione demografica

Situazione demografica

## Città principali
- Chinook (capoluogo) - city
- Harlem - town

## Strade principali
- U.S. Route 2
- Montana Highway 66

## Politica
| Anno | Democratici | Repubblicani | Altri |
| ---- | ----------- | ------------ | ----- |
| 2004 | 47%         | 51,4%        | 1,6%  |
| 2000 | 45,2%       | 51,1%        | 3,7%  |
| 1996 | 45,5%       | 39%          | 15,5% |
| 1992 | 44,5%       | 31,9%        | 23,6% |
| 1988 | 50,1%       | 48,1%        | 1,7%  |

## Musei
- Blaine County Museum, su russell.visitmt.com. URL consultato il 9 maggio 2007 (archiviato dall'url originale il 17 luglio 2007).